# Стітсверд
Стітсверд (нід. Stitswerd) — село в нідерландській провінції Гронінген. Входить до муніципалітету Гет-Гогеланд.
Його площа становить 0,18км², а населення станом на 2021 рік складало 60 осіб.
Перша згадка про населений пункт датується другою половиною 9-го сторіччя.

## Галерея

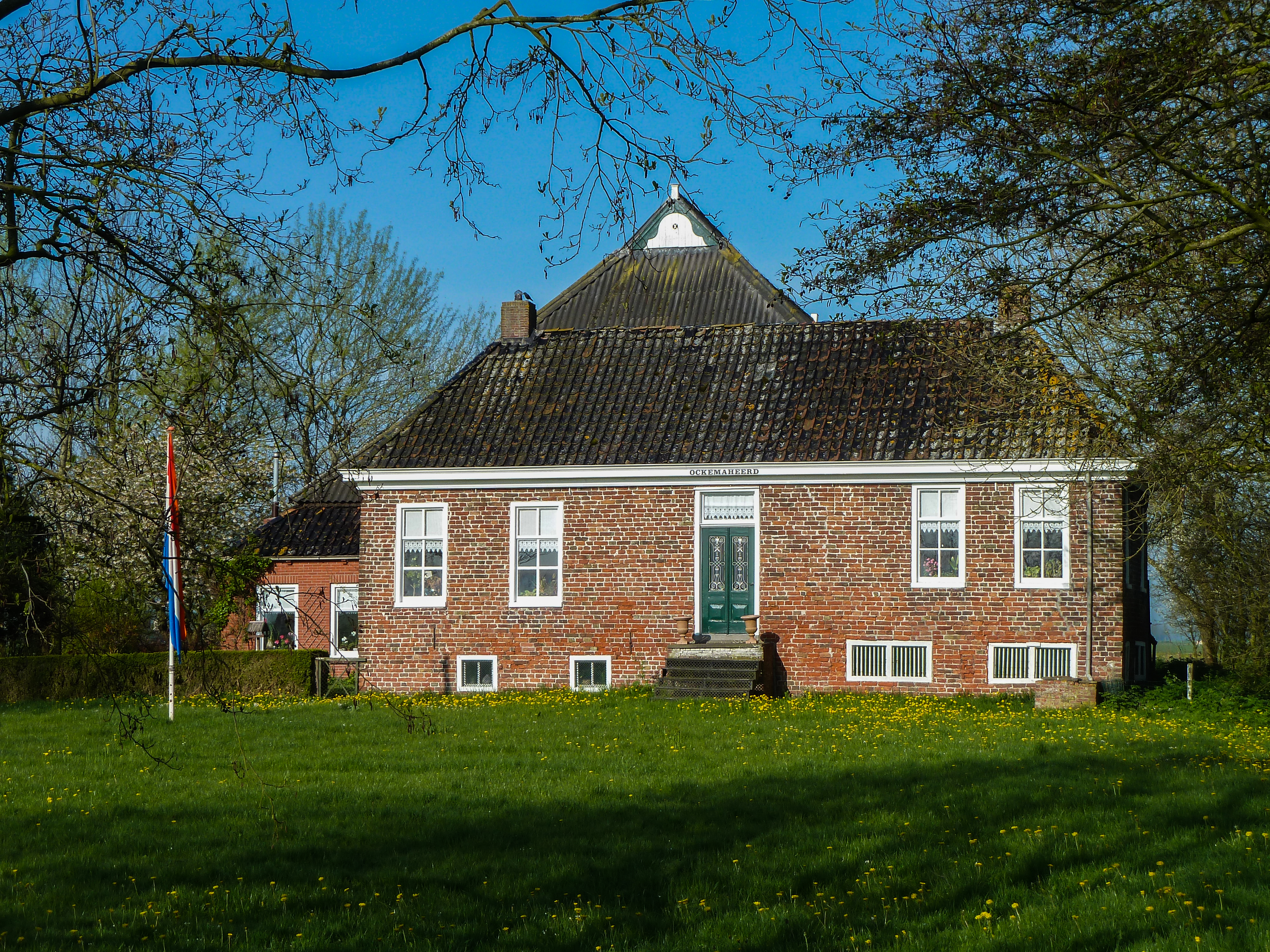
Ферма у Стітсверді
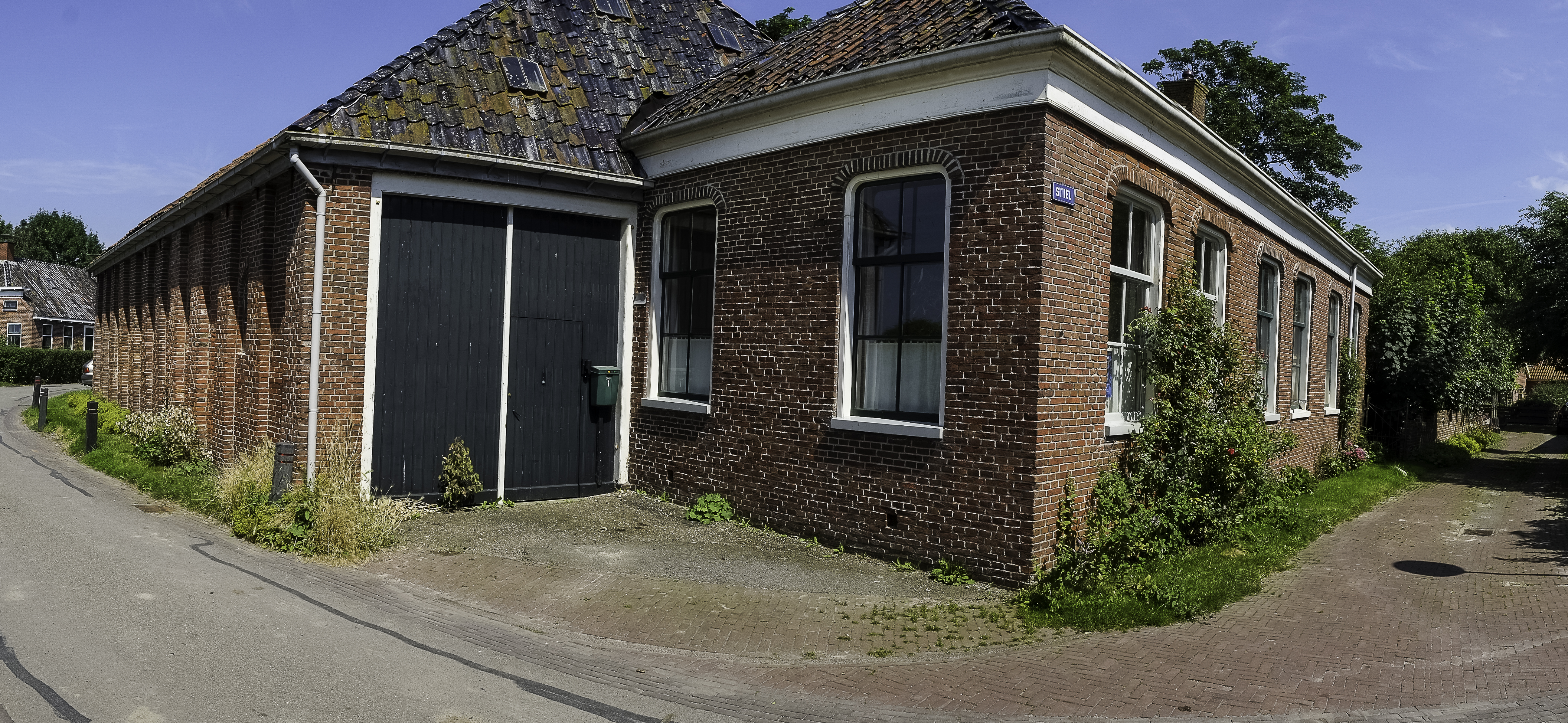
Будівля колишнього пабу
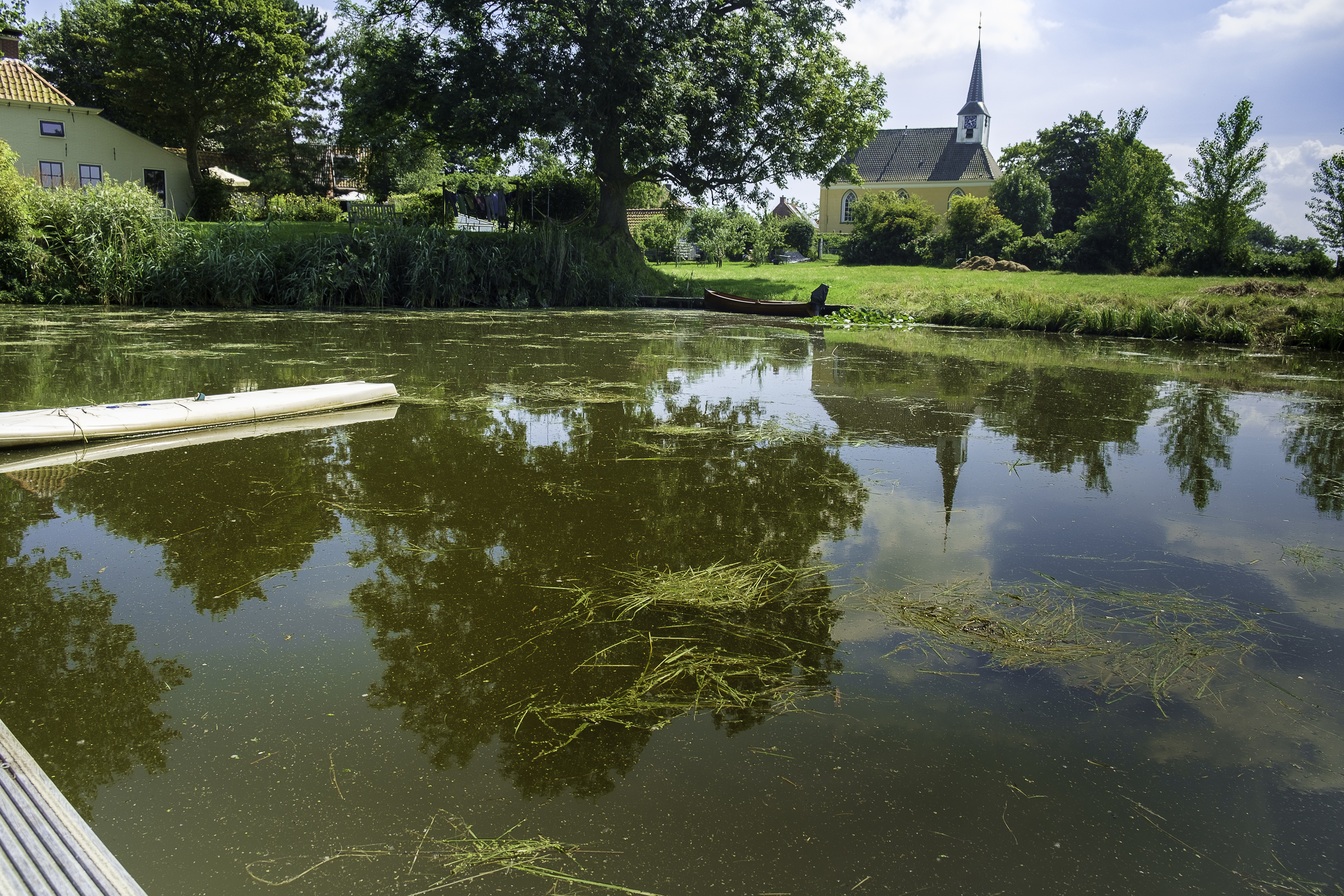